# Adam Wietrzyński
Adam Wietrzyński (ur. 23 lutego 1993 w Warszawie) – polski aktor.

## Życiorys
Urodził się 23 lutego 1993 r. w Warszawie. Student Wydziału Aktorskiego Akademii Sztuk Teatralnych w Krakowie.

## Filmografia
| Rok  | Tytuł                                 | Rola                          | Źródło |
| ---- | ------------------------------------- | ----------------------------- | ------ |
| 2019 | Wojenne dziewczyny (serial)           | chłopak w willi z radiostacją | [ 2 ]  |
| 2019 | Nie zmieniaj tematu (krótkometrażowy) |                               | [ 2 ]  |
| 2019 | Piłsudski (film)                      | Młody chłopak                 | [ 2 ]  |
| 2020 | W głębi lasu (serial)                 | Artur Perkowski               | [ 2 ]  |
| 2020 | Nieobecni                             | Marek Stecki                  |        |